# Supplik

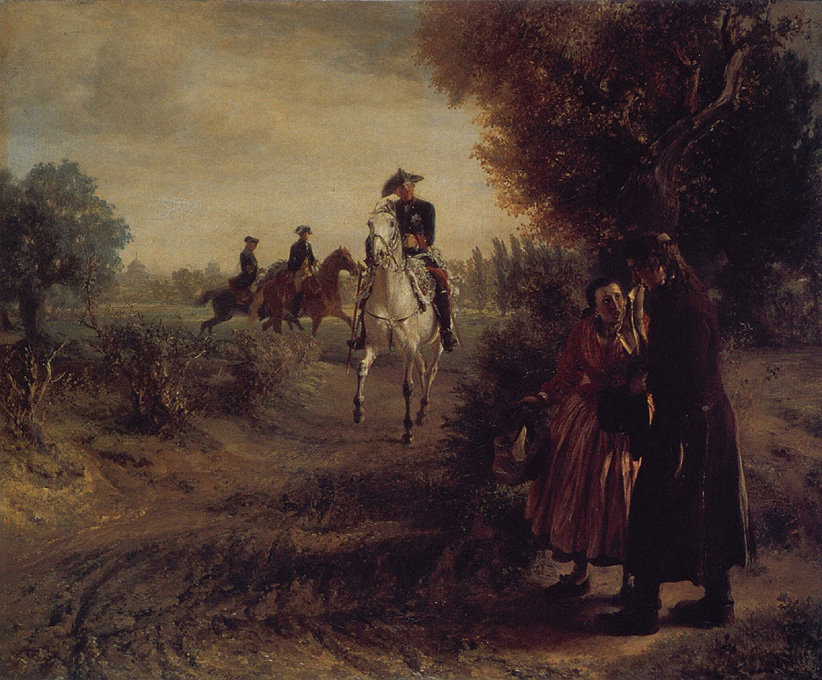
Die Bittschrift von Adolph von Menzel

Supplik (auch Supplic, Supplique, Supplikation von lateinisch supplicium ‚flehentliche Bitte‘) ist eine Bitte, insbesondere in schriftlicher Form eine Bittschrift oder ein Bittbrief, die bzw. den ein oder mehrere Bittsteller (Supplikant) in einem Einzelfall aussprechen oder absenden.

## Beschreibung
Die Supplik war in der Frühen Neuzeit bis ins 19. Jahrhundert hinein eine Möglichkeit, auf eine höher gestellte Institution oder Person, etwa einen Landesherrn, vor allem in solchen Fällen einzuwirken, in denen eine Rechtsgrundlage nicht gegeben war, um seine Lage zu verbessern. Daher musste sie mit großem Respekt und vielen Unterwürfigkeitsformeln („alleruntertänigste Bitte“) aufgesetzt oder ausgesprochen werden.
In der Form der Supplik wurden vor allem Beschwerden über erlittenes Unrecht, Bitten um Schutz vor Eingriffen anderer höher gestellter Personen oder Institutionen, aber auch Bitten um Hilfe in Schadensfällen, insbesondere bei höherer Gewalt, wie Feuersbrünsten, oder bei militärischen Auseinandersetzungen, so Einquartierungen, vorgetragen. Aber auch die Bitte um Revision eines ergangenen Urteils wurde in Form einer Supplik erhoben. Im katholischen Kirchenrecht sind für Suppliken an den Papst besondere Formalien vorgesehen.
In der Moderne wurde für solche Fälle in demokratisch verfassten Staaten die Petition eingerichtet.
Nach den Bittschriften, die dort übergeben werden konnten, hieß in Potsdam die Bittschriftenlinde.

## Beispiele
- Bittschrift des niederländischen Adels an die spanische Statthalterin Margarete von Parma (1566), → Geusen
- Bittschrift der wegen Hexerei angeklagten Margarete Bucklin an den Markgrafen von Ansbach (1594)
- Bittschriften des Müllers von Sanssouci an den preußischen König (um 1750), → Historische Mühle von Sanssouci
- Bittschrift der Christiane Vulpius an Goethe als Minister des Herzogtums Sachsen-Weimar-Eisenach wegen ihres Bruders (1788), → Christiane von Goethe
- Bittschrift der Basler Bürger für eine Erweiterung der Volksrechte der Landbevölkerung (1830), → Stephan Gutzwiller
- Bittschrift des Leopold Mozart wegen Gehaltszulage an den Erzbischof von Salzburg (1777), (Erich Schenk: Mozart. S. 325)
- Bittschrift der Kolonisten von Sprottischwaldau (1777) an König Friedrich II. wegen unfruchtbaren Heidebodens. Die Glogauer Domänen- und Kriegskammer inspizierte im Auftrag des Königs die Bedingungen des Koloniebaues.[1]